# 샤샤 앤 마일로
《샤샤 앤 마일로》(중국어: 水晶岛守卫者, 영어: Shasha & Milo)는 대한민국의 애니메이션으로, 2023년 11월 3일부터 2024년 1월 26일까지 EBS 1TV에서  Part 1를 방영했다가, 2024년 5월 31일부터 8월 23일까지 같은 채널에서 Part 2를 방영했다.

## 방영 일시
| 방송 채널 | 방송일                            | 방송 시간 |
| --------- | --------------------------------- | --------- |
| EBS 1TV   | 2023년 11월 3일 ~ 2024년 8월 23일 | 종료      |

## 등장 인물
- 샤샤
- 마일로
- 잇지
- 레오
- 유나
- 선데이
- 루카
- 캣
- 시몬
- 베라
- 헤더
- 잭
- 로미오
- 지미
- 봉봉

## 목소리 출연
- 이명호: 샤샤
- 심규혁: 마일로
- 김아롱: 잇지, 봉봉
- 엄상현: 레오, 샘슨
- 권지애: 유나
- 성완경: 루카
- 정혜원: 선데이, 글로버
- 김은아: 캣, 교장선생님
- 전태열: 시몬
- 양정화: 베라
- 이지현: 헤더
- 이상준: 로미오
- 김예령: 지미
- 김영선: 잭, 스타인 선생님
- 하성용: 하스켈 선생님
- 신용우: 클린트

## 제작진
- 제작지원: 방송통신위원회, 방송통신발전기금
- 책임 프로듀서: 이선희
- 프로듀서: 최미란
- 애니메이션 제작
  - 총괄 기획: 신희석, Benoit Di Sa batino
  - 공동 기획: 유슬기, Gary Milne, Thirty Sun, Tina Ma, Pablo Zuccarino
  - 프로듀서: 송한나, 박샤넬, John M. Knowles, Edward Morline, Ludovic Taron, Bastien Faure
  - 제작 총괄 감독: 유슬기, 김형민
  - 연출: 김형민
  - 프로덕션매니저: 백명현, 이수현, 석다겸, 강윤희
  - 시나리오: Andrew Burrell, Jessica Ransom, Rebecca Hobbs, Alex Collier, Howard Read, Dilpreet Walia, Maria O'Loughlin, Tony Cooke, Kristina Yee, Tobi Wilson, Mariamalves-Moiba
  - 번역: 김경은, 백명현, 박샤넬
  - 스토리보드&애니매틱 슈퍼바이저: 김형민, 이서영
  - 스토리보드&애니매틱: 임수민, Davide Veca
  - 디자인 슈퍼바이저: 이서영
  - 에셋 슈퍼바이저: 이정은
  - 애니메이션 슈퍼바이저: 이창호, 김슬아, 선수민, 안중기
  - 라이팅&합성 슈퍼바이저: 소복순, 김종환
  - R&D 슈퍼바이저: 박홍순, 김태원
  - 디자인: 정수현, 김용국, 정유진A, 유민주, 정유진B, 조수빈, 나동혁, 하연
  - 모델링&맵핑: 박홍순, 김유신, 이상현, 김현경, 황혜린, 심선미, 김혜수, 이연지, 최수옥, 김아연, 문소리, 이재희, 유선정, 김민정, 이하진, 김유미, 김형무, 이창일, 조유진
  - 리깅: 황성환, 백종희, 김훈식, 김하늘, 곽민서, 지희선, 이동재
  - 레이아웃&애니메이션: 이연주, 조승민, 강은혜, 김우진, 문상해, 박형근, 조은정, 박승아, 신혜원, 지정한, 박지민, 유지은, 이효정, 서의령, 강지혜, 이은비, 백지원, 이경은, 성세미, 곽덕호, 김동효, 이채린, 박민선, 채다호
  - 라이팅&합성: 김송이, 이소희, 이혜진, 박서희, 홍지혜, 고하은, 이진용, 이윤서, 김초영, 김다미, 김소현, 강혜련
  - VFX: 최경태
  - 편집: 김형민, 박하양
  - 방영기술지원: 김도욱
- 애니메이션 제작 지원
  - <스튜디오 고인돌>
    - 프로듀서: 김근정, 주재욱, 정조원
    - 디자인 슈퍼바이저: 석우진
    - 디자인: 김지현, 김민창, 노정희, 이민지, 정다이, 박새듬
    - 스토리보드 슈퍼바이저: 유용릴, 조영관, 정지원
    - 스토리보드: 이승민, 손미연, 박재환, 정광훈, 주해미, 김은주

  - <파니웍스>
    - 애니메이션 슈퍼바이저: 장대현, 김성빈
    - 애니메이션: 고우필, 이미루, 정유내, 설수완

  - <골드프레임>
    - 어셋 슈퍼바이저: 김겅민, 우정우
    - 모델링: 박중민, 유수현, 신연서
    - 리깅: 남나별, 복진아

  - <스튜디오 쉘터>
    - 프로듀서: 이인서
    - 모델링: 지승호, 박세희

  - <와우플래닛 스튜디오>
    - 프로듀서: 전준용, 이창용
    - 모델링: 조수빈, 최호남, 최탄일
    - 리깅: 김현재
    - 애니메이션: 김현배, 박미영, 강석원, 김예빈, 김승원

  - <아트 앤 테크놀로지>
    - 리깅 슈퍼바이저: 진태수
    - 리깅: 민경아, 박민호, 유심선

  - <YGGDRAZIL PUBLIC COMPANY LIMITED>
    - 제작관리: Piyapon Suksan
    - 애니메이션 제작관리: Pairatch Lertkajomwong
    - 레이아웃&애니메이션 슈퍼바이저: Jaturon Jetwiriyanon
    - 파이프라인 슈퍼바이저: Paniti Kliengsa-ard
    - CG 슈퍼바이저: Nat Anuntkosol
    - FX 슈퍼바이저: Patchara Tantrapornpong
    - 라이팅 슈퍼바이저: Tanagon Woraprepop
    - 합성 슈퍼바이저: Narongsak Limyothin
    - 프로듀서: Thiti Sangmanee
    - 프로젝트 매니저: Juthaphat Trakulsukkho

  - <스튜디오 징스>
    - 스토리보드: 이준원, 박하얀

  - <캐릭션>
    - 슈퍼바이저: 김벙수
    - 라이팅&렌더링&합성: 한재승, 최선정, 정관경, 김월매
    - VFX: 김이선

  - <스튜디오 앤틱>
    - 슈퍼바이저: 김지용
    - 라이팅&렌더링&합성: 신영주, 이정찬

  - <민트토이>
    - 프로듀서: 민아인
    - 라이팅&렌더링&합성: 최고현, 강경한, 강의현, 김시우, 최리, 성기은, 현상빈

  - <스튜디오 모꼬지>
    - 슈퍼바이저: 유재현, 김태원
    - 프로듀서: 김구용, 남궁창양, 김자용
    - 리깅: 이석관

  - <빅파인 애니메이션 스튜디오>
    - 프로듀서: 신수현
    - 애니메이션: 조정원, 배수용, 황인석, 박순학, 배멍진, 이다빈, 이주현, 하가헤, 차유경, 방해윤

  - <블랙 스튜디오>
    - 슈퍼바이저: 한창일
    - 프로듀서: 이세령
    - 디자인: 박지혜, 정유진

  - <엔지오>
    - 프로듀서: 송기범
    - 모델링: 이상숙, 최정환, 이정원, 이선영
    - 리깅: 허현

  - <프리키 픽쳐스>
    - 슈퍼바이저: 허진
    - 라이팅&렌더링&합성: 송근용, 유성재, 신정아, 조현빈, 임용환, 백인규, 오민주, 신승규
    - VFX: 유성재, 조숭현
- 바이블: 신희석, 유슬기, 박홍순, 김형민, 선수민, 송한나, 박샤넬, 이정은, 이서영, 정수현, 소복순, 김종환, 이창호, Rebecca Hobbs
- 마케팅: 유승희, 송한나
- 해외사업: 박샤넬, 이민주
- 경영지원: 이예람
- 시스템관리: 이종찬
- 번역: 원더미디어
- 음악/효과: Benjamin Nakache, Mathie Rosenzweig
- 주제가 작사: STUDIO DOMA
- 주제가: 나오미&TULA
- 주제가 믹싱&마스터링: LION Studio 박형원
- 녹음&믹싱: 김학주
- 기슬 감독: 정효성
- 연출: 전경진
- 제작 지원: 로간벤처스(유) LOGAN Ventures LLC, 문화체육관광부, 한국콘텐츠진흥원, (재)광주정보문화산업진흥원, 창업도약 패키지, 2023 CG할용프로젝트제작지원사업
- 기획: EBS
- 제작: EBS / 주식회사 핑고엔터테인먼트 / ZODIAK KIDS & FAMILY FRANCE / TENCENT / Warner Bros. Discovery Latin America

## 방영 목록
| 회차       | 제목                    | 방송 일자        |
| ---------- | ----------------------- | ---------------- |
| 1화        | 돌아온 워리어           | 2023년 11월 3일  |
| 2화        | 고양이가 되는 법        | 2023년 11월 10일 |
| 3화        | 프랑켄캣                | 2023년 11월 17일 |
| 4화        | 즐거운 놀이공원         | 2023년 11월 24일 |
| 5화        | 최악의 펫쇼             | 2023년 12월 1일  |
| 6화        | 저수지의 고양이들       | 2023년 12월 8일  |
| 7화        | 고양이 페스티벌         | 2023년 12월 15일 |
| 8화        | 무대위의 고양이         | 2023년 12월 22일 |
| 9화        | 충동적으로 계획적으로   | 2023년 12월 29일 |
| 10화       | 봉봉이로 살아보기       | 2024년 1월 5일   |
| 11화       | 아수라장이 된 요리 대회 | 2024년 1월 12일  |
| 12화       | 샤샤&누구?              | 2024년 1월 19일  |
| 13화       | 최고의 가디언즈         | 2024년 1월 26일  |
| 14화       | 가디언즈의 시작         | 2024년 5월 31일  |
| 15화       | 나만의 공간             | 2024년 6월 7일   |
| 16화       | 로미오와 운명의 투구    | 2024년 6월 14일  |
| 17화       | 볼링의 밤               | 2024년 6월 21일  |
| 18화       | 진화한 워리어 베타      | 2024년 6월 28일  |
| 19화       | 책임감의 무게           | 2024년 7월 5일   |
| 20화       | 가디언콘                | 2024년 7월 12일  |
| 21화       | 달빛이 사라지는 밤      | 2024년 7월 19일  |
| 22화       | 마일로의 낭벽한 데뷔    | 2024년 7월 26일  |
| 23화       | 돌아온 프랑켄캣         | 2024년 8월 2일   |
| 24화       | 또 다른 비밀            | 2024년 8월 9일   |
| 25화       | 샤샤 VS 마일로          | 2024년 8월 16일  |
| 최종화(26) | 봉봉의 뼈다귀           | 2024년 8월 23일  |